# Церква Святого Миколая Чудотворця у Великих Очах
Православна церква Святого Миколая у Великих Очах — колишня греко-католицька церква, споруджена в 1925 році, після 1947 року та операції «Вісла», позбавлена релігійної функції та пристосована під склад. Наразі це власність казначейства, порожня та без будь-якого обладнання .
Церква є прикладом пізньої фази розвитку церковної архітектури і була включена в Шляху дерев'яної архітектури.

## Історія
Перша уніатська церква у Великих Очах була побудована в 1654 році тодішнім власником села Мойсеєм Могилою для потреб віруючих з Великих Очей та сусіднього Сколина. Була замінена у 1820 році новим храмом, відреставрованим у 1913 році та знищеним у 1915 році німецькою артилерією разом із більшою частиною будівель у центрі села. Будівництво іншої церкви, яка мала б обслуговувати близько 600 греко-католиків, була профінансована прихожанами і розпочалося в 1924 році. Проект споруди зробив Ян Зубжицький-Сас, роботами керував Євстахій Серединський. Через рік, 19 серпня 1925 року, отець Даніель Котіс урочисто освятив готову будівлю. Поряд із церквою було встановлено вільно стоячу дзвіницю, також на місці попередньої, зруйнованої у 1915 році. На ній був один дзвін, названий Симеоном. 

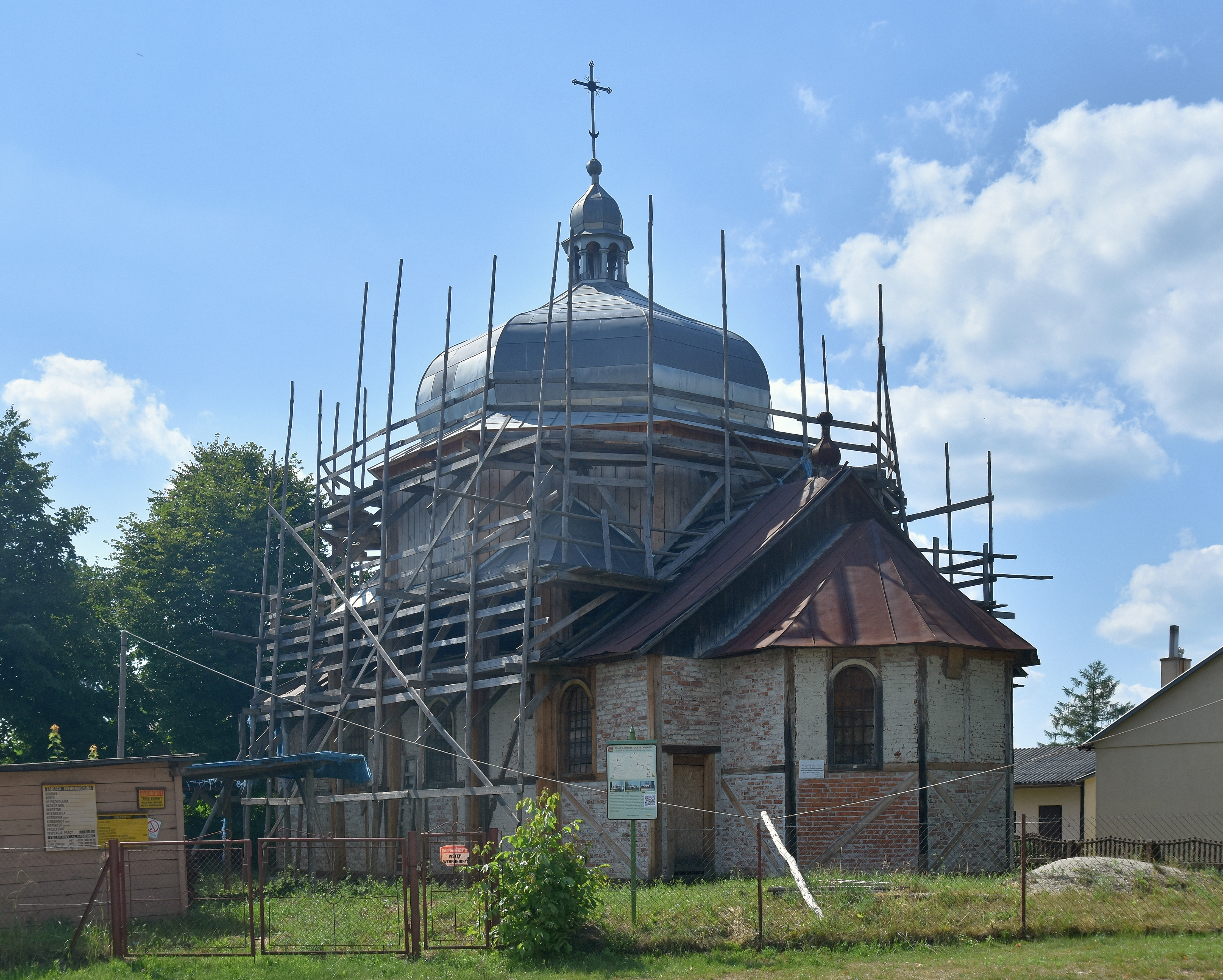
2019
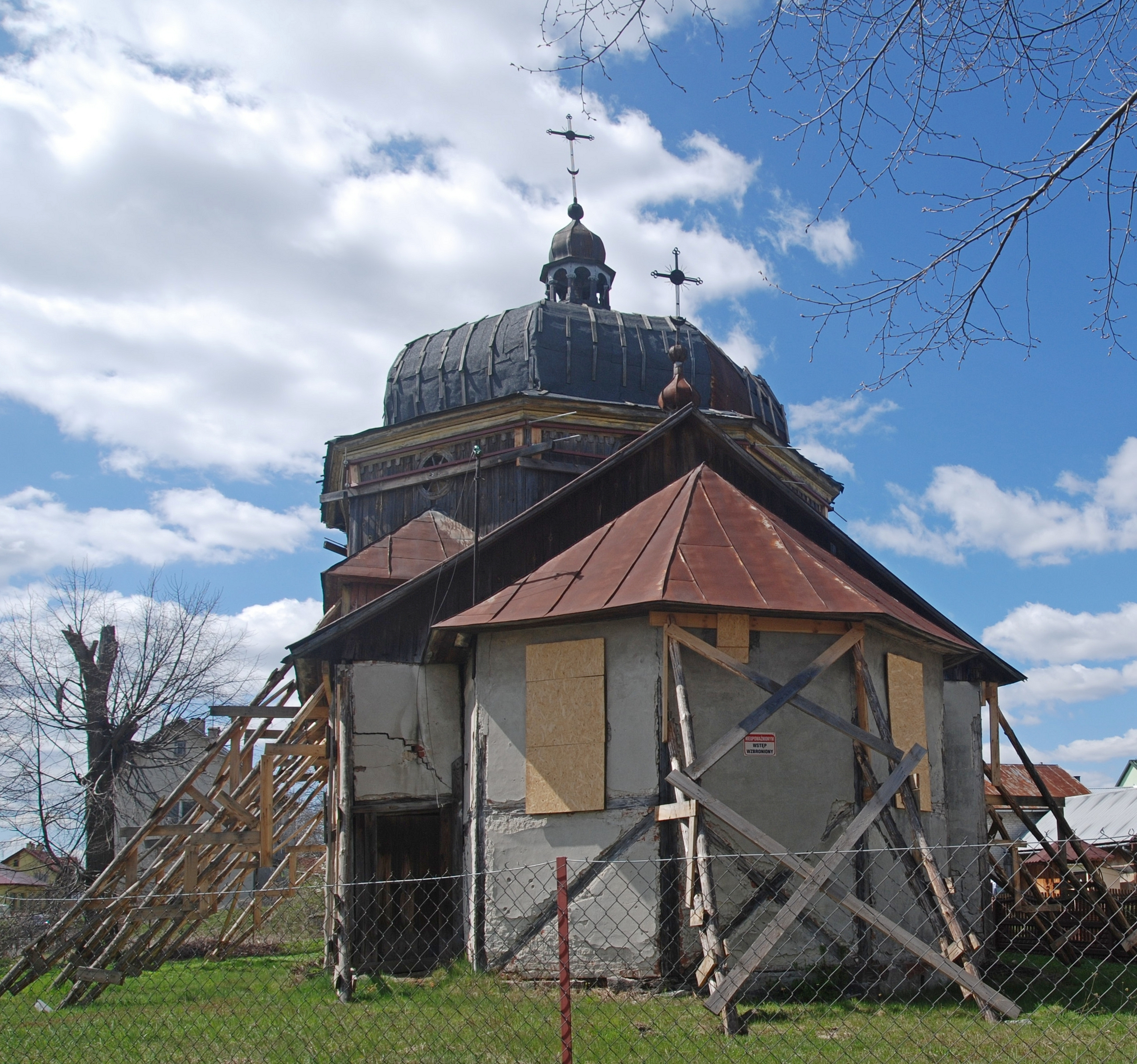
2015
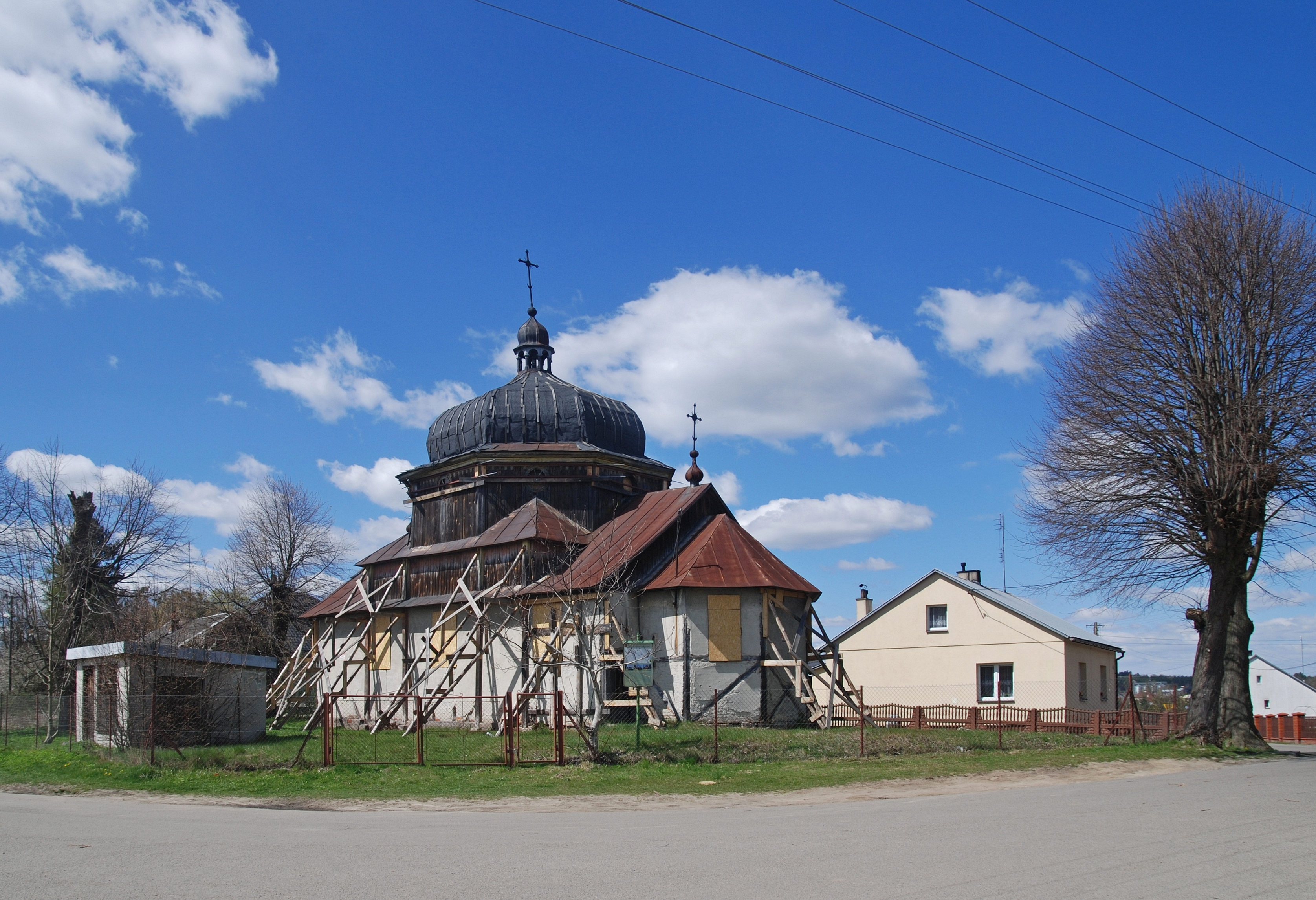
2015

 У 1937 р. церква потребувала реконструкції, яку знову фінансували прихожани. Храм був перебудований, корпус витягнутий, стіни, що підтримували купол, були зміцнені, а дерев'яний дах був армований листовим металом. Під час Другої світової війни церква жодним чином не була пошкоджена, і лише після переміщення українців під час операції «Вісла» у 1947 році її перейняв комунальний кооператив «Самопомоц Хлопська» у Любачеві для зберігання продуктів харчування та електротехнічної продукції. Вона виконувала цю функцію до 1989 року, втрачаючи все старовинне обладнання. Близько 1955 року дзвіницю було знесено. Лише після падіння Польської Народної Республіки в 1990 році були проведені основні роботи з консервації і символічно відзначилася служба. У наступні роки невикористовуваний об'єкт знаходився в дуже поганому технічному стані. Обвал тамбура та стан руйнування купола (вирвана покрівельна жерсть) спричинили проведення захисних робіт, які були проведені у 2011 році.

## Архітектура
Церква у Великих Очах — єдина підкарпатська церква, побудована у фахверковій конструкції із заповненням фундамету цегллою та бетоном. Храм побудований на прямокутному плані, традиційно орієнтованому, з однією навою вище за пресвітерій та окремим бабинцем, також нижчим за наву. Вхід до церкви веде через тристоронній тамбур. Підлога церкви, дах і карниз даху виконані з дерева, стіни частково оштукатурені. Церква має один купол з неоренесансовим шоломом з круглими вікнами, інші вікна в будівлі мають півкруглу форму. Об'єкт був скромно прикрашений, всередині пофарбований синім, жовтим та червоним кольором, в наш час від прикраси залишилися сліди. 

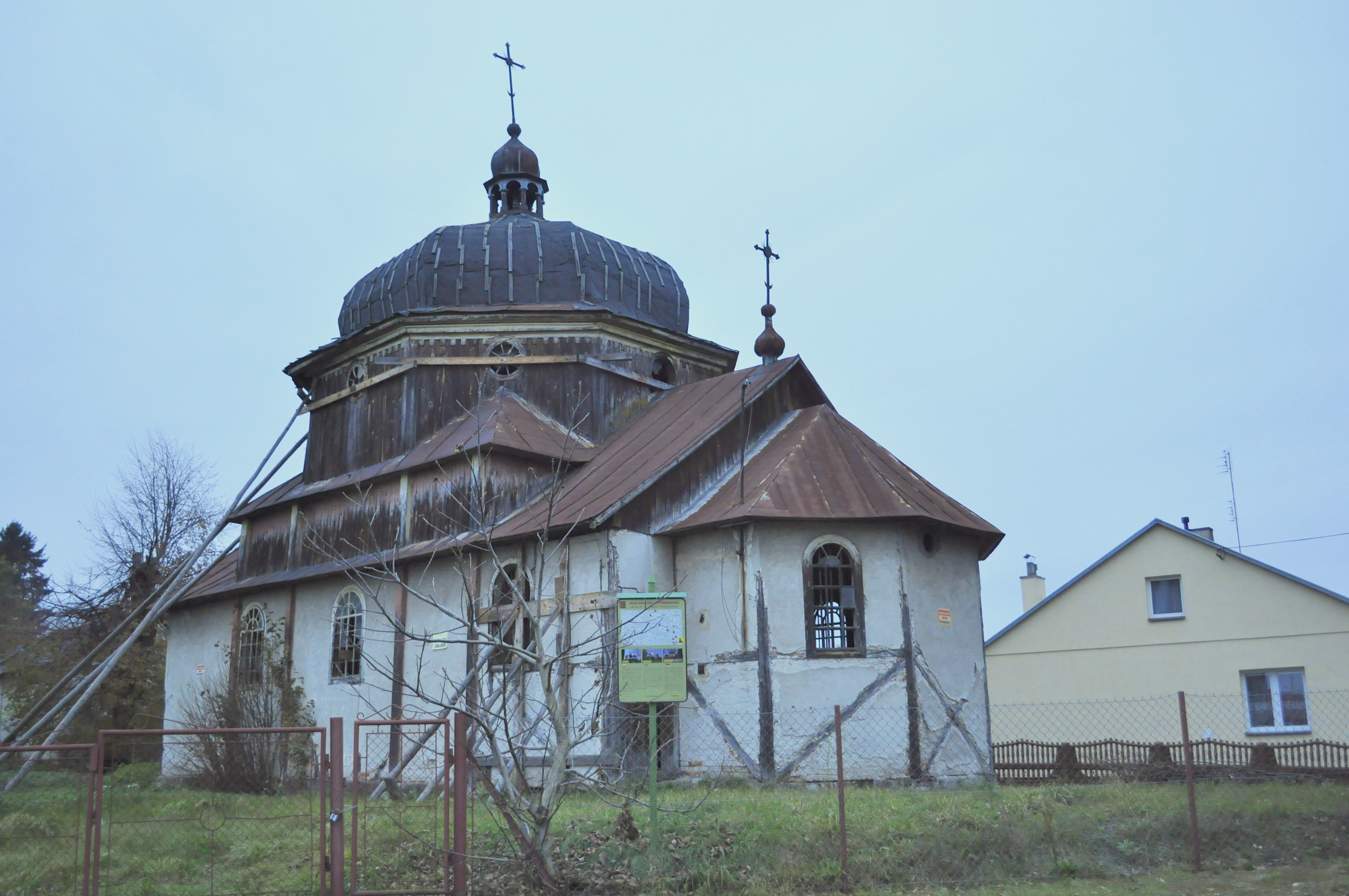
2012
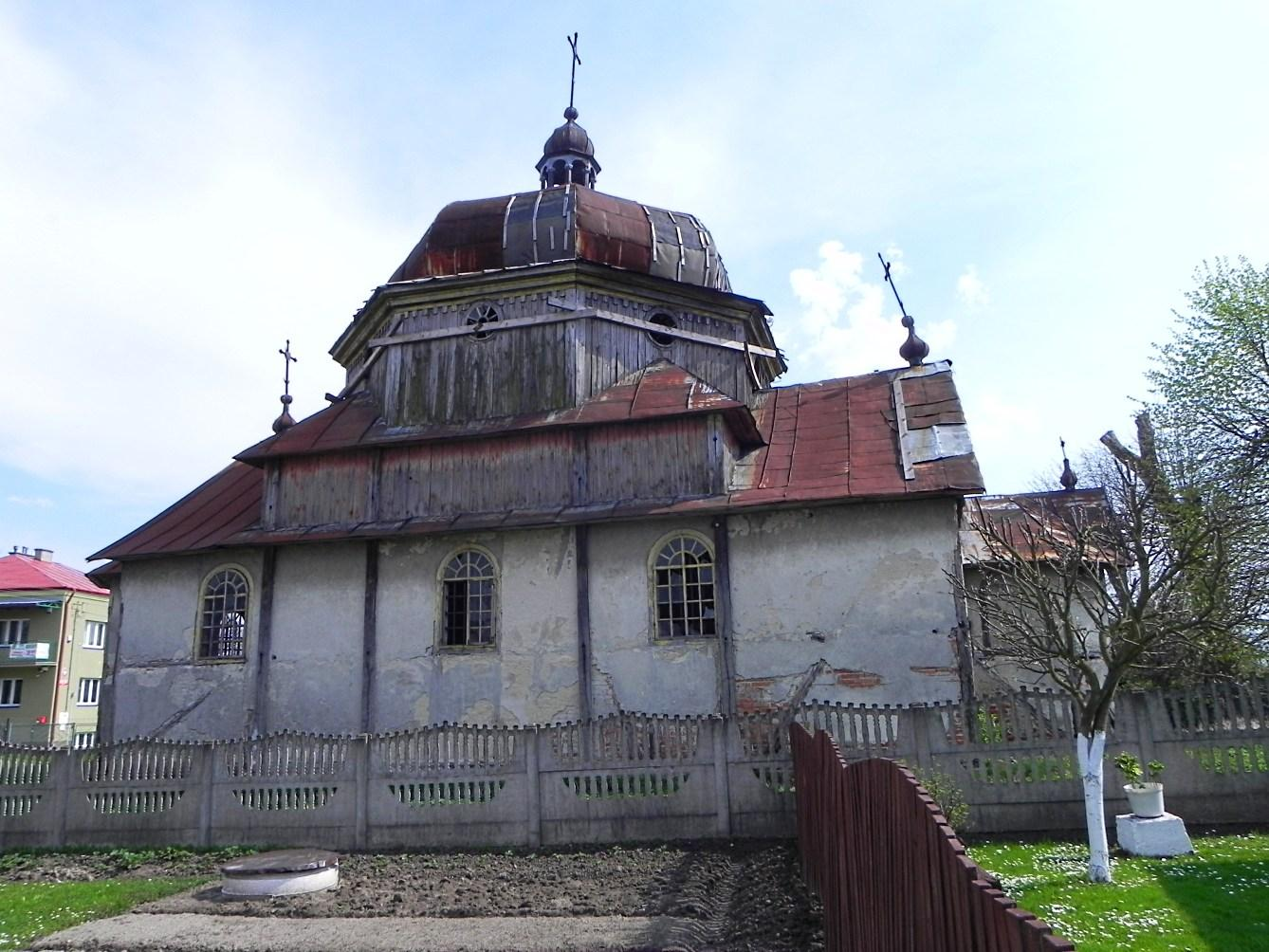
2011
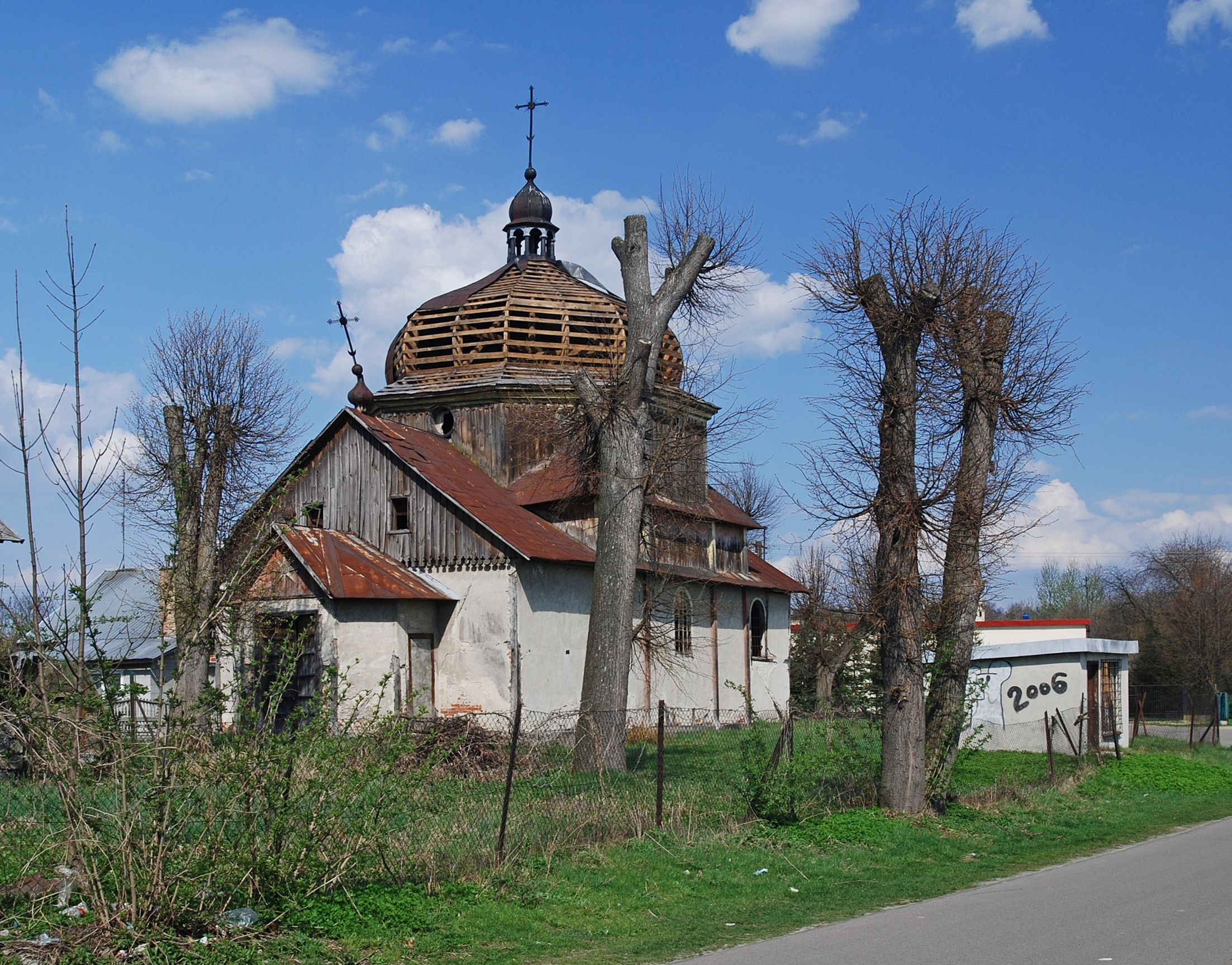
2008